# Arkhangelsk
Arkhangelsk (russisk: Архангельск, tr. Archangelsk; dansk: ~ ærkeengel, dvs. Ærkeenglen Mikael som byen er opkaldt efter) er en by i den nordligste del af den europæiske del af Rusland.
Arkhangelsk ligger ved floden Nordlige Dvina 40–45 km fra udløbet i Hvidehavet. Byen har et areal på 294 km2
og et indbyggertal på 294.914 (2025) indbyggere. Den blev grundlagt i 1584  og var Ruslands vigtigste havneby i middelalderen. Arkhangelsk er administrativt center i Arkhangelsk oblast.

## Geografi og demografi
Byen har et areal på 294,42 km², og bydelene breder sig 35–40 km langs floden Nordlige Dvina og på flere af øerne i floddeltaet. Et af byens største historiske vartegn er det gamle, fæstningslignende handelscenter Gostinij Dvor (1668), en mægtig bygning som er 400 m lang og ligger langs floden som et monument over byens storhedstid som handelsby. Byen har en befolkning på 348.783(2010), hvilket giver en befolkningstæthed på 1.184/km².
| År    | Indbyggere |
| ----- | ---------- |
| 1678  | 465        |
| 1782  | 12.100     |
| 1811  | 11.000     |
| 1840  | 9.600      |
| 1856  | 15.200     |
| 1863  | 20.200     |
| 1897* | 20.882     |
| 1914  | 36.900     |
| 1923  | 53.300     |
| 1926  | 75.500     |
| 1931  | 128.600    |

| År    | Indbyggere |
| ----- | ---------- |
| 1939* | 251.000    |
| 1956  | 238.000    |
| 1959* | 256.309    |
| 1962  | 276.000    |
| 1967  | 310.000    |
| 1970* | 342.590    |
| 1973  | 362.000    |
| 1976  | 371.000    |
| 1979* | 385.028    |
| 1982  | 395.000    |
| 1986  | 412.000    |

| År    | Indbyggere |
| ----- | ---------- |
| 1989* | 415.921    |
| 1992  | 369.100    |
| 1996  | 372.100    |
| 1998  | 367.900    |
| 2000  | 361.800    |
| 2002* | 356.051    |
| 2005  | 351.600    |
| 2006  | 349.800    |
| 2007  | 348.600    |
| 2008  | 348.700    |
| 2010  | 348.783    |

(*) Data fra alsovjetiske og alrussiske folketællinger.
| Befolkningsudvikling                                                       | 2004        | 2005        | 2006        |
| -------------------------------------------------------------------------- | ----------- | ----------- | ----------- |
| Befolkningstal (ved årets begyndelse)                                      | 359.400     | 357.700     | 355.800     |
| Naturlige ændringer i befolkningstallet - Antal fødte - Antal døde         | 3.821 5.491 | 3.670 5.326 | 3.631 4.951 |
| Befolkningsændringer pga. flytning - Antal tilflyttede - Antal fraflyttede | 4.158 4.194 | 3.520 3.578 | 3.356 3.266 |

Kilde: Officiel homepage for Arkhangelsk by

### Administrativ bystruktur
Arkhangelsk er inddelt i ni bydistrikter.
| Bydistrikt         | Russisk navn      | Befolkningstal 2002 | Kommentar                                       |
| ------------------ | ----------------- | ------------------- | ----------------------------------------------- |
| Isakogorskij       | Исакогорский      | 26.533              | Navngivet efter bydelen Issakogorka             |
| Lomonosovskij      | Ломоносовский     | 72.869              | Navngivet Mikhail Lomonosov                     |
| Majmaksanskij      | Маймаксанский     | 24.701              | Navngivet efter bydelen Maimaksa                |
| Majskaja Gorka     | Майская Горка     | 38.198              |                                                 |
| Oktjabrskij        | Октябрьский       | 85.044              | Fra Oktjabr (Oktober, dvs. Oktoberrevolutionen) |
| Severnyj           | Северный          | 25.408              | Nordlige Rajon                                  |
| Solombalskij       | Соломбальский     | 37.168              | Navngivet efter bydelen Solombala               |
| Varavino-Faktorija | Варавино-Фактория | 36.392              |                                                 |
| Tsiglomenskij      | Цигломенский      | 9 738               | Navngivet efter bydelen Ziglomen                |

Kilde: Federal State Statistics Service Arkiveret 3. december 2010 hos  Wayback Machine
Byen administrerer også en del af landsbyerne udenfor selve bykernen. Hele området havde 362.327 indbyggere ved folketællingen i 2002, men folketallet var faldet til 354.583 indbyggere i begyndelsen af 2007.

## Historie

### Landet ved Gandvigen i Bjarmaland
Området omkring vore dages Arkhangelsk kaldte vikingerne for Bjarmaland. Ottar fra Hålogaland fortalte fra sin rejse østpå i 800-tallet, at der var et område ved en stor flod ved Hvidehavet (norrønt: Gandvik), som var stærkt bebygget, noget som formentlig var bebyggelsen, som senere blev til Arkhangelsk. I 1027 skal Tore Hund ifølge Snorre have været på plyndringstogt i området.
I efteråret 1989 fandt russiske forskere en usædvanlig stor sølvskat ved Dvina-mundingen, hvor Arkhangelsk ligger i dag. Den var sandsynligvis skjult i begyndelsen af 1100-tallet og indeholdt genstande, som kan have været op til 200 år gamle, da de kom i jorden. Det, som er fundet af skatten, udgør i alt over 1,6 kg sølv, for det meste mønter. Smykker og smykkedele stammer fra Rusland eller russiske naboområder. De allerfleste af mønterne var tyske, men der var også et beskedent antal kufiske, engelske, bøhmiske, ungarske, danske, svenske og norske.
Det er vanskeligt at sætte dette fund ind i en kulturhistorisk sammenhæng, før der har været mulighed for at lave bosætningshistoriske undersøgelser i området. Generelt set kan man sige, at sådanne skattefund, enten de kommer fra Rusland, Baltikum eller Skandinavien, er nært knyttet til veletablerede landbrugssamfund med omfattende handelsvirksomhed. Skatten kan være vidnesbyrd om en russisk kolonisering i det omfang, som det tidlige russiske kildemateriale antyder, men at der måske var større kraft bag denne proces end tidligere antaget. Eller det kan dreje sig om en skat, som er begravet af bjarmasamfundet, som man ser konturerne af i det norrøne kildemateriale.

### Novgorod-russerne kommer
I 1100-tallet etablerede folk fra Novgorod (Norrønt: Holmgard) sig her og oprettede et kloster tilegnet Ærkeenglen Mikael ved mundingen af Nordlige Dvina.
Handelscenteret i dette område var dengang Kholmogory (Холмогоры), som lå nogle km længere oppe ad floden end klosteret. Dette sted ligger dér, hvor floderne Dvina og Pinega flyder sammen, 100 km fra Hvidehavet. Skriftlige kilder antyder, at Kholmogory eksisterede i begyndelsen af 1100-tallet, men man har ikke arkæologisk materiale, som kan belyse byens tidlige fase og oprindelse. Man ved altså ikke, om denne bosætning oprindelig var russisk, eller om den går tilbage til førrussisk tid. Centralt i dagens lille og noget stagnationsprægede bysamfund ligger imidlertid den såkaldte Gorodok, en mægtig dynge af bygningsrester, kulturlag og flodsand. På toppen af denne dynge ligger der i dag en række pragtbygninger, som er præget af kraftigt forfald, bl.a. domkirken og bispegården. I dag bruges kulturlagene som frostfrie kartoffelkældre af befolkningen. Arkæologiske udgravninger er endnu ikke gennemført (2005).

### Norsk-russiske sammenstød
Arkhangelsk fik efterhånden væsentlig betydning for rivaliseringen mellem norske og russiske interesser i de nordlige områder. Fra Novgorod blev den russiske interessesfære udvidet langt nordpå til Kolahalvøen i 1100-tallet, men her håndhævede Norge beskatningsretten og rettighederne til pelshandel. Det kompromis, som blev indgået mellem parterne i 1251, blev snart brudt.
I 1411 drog novgoroderen Jakov Stepanovitsj på felttog mod Nord-Norge. Dette blev indledningen til en række sammenstød, og i 1419 trængte norske skibe med 500 soldater ind i Hvidehavet. "Murmanerne", som nordmændene blev kaldt (jævnfør Murmansk), plyndrede mange russiske bosættelser ved kysten, heriblandt også Ærkeengel Mikael-klosteret ved Dvinaflodens munding.

### Moskovitterne tager over
Novgorod fik slået nordmændene tilbage fra de nordlige områder, men i 1478 blev området omkring Arkhangelsk erobret af storfyrst Ivan III og indlemmet i fyrstedømmet Moskva sammen med resten af området omkring Novgorod.

### Handel med englændere, skotter og hollændere
I 1555 bevilgede IVan IV handelsprivilegier til engelske købmænd, som grundlagde The Muscovy Company og startede en handelsrute med årlige skibsanløb ved Dvinas munding. Mødet mellem englænderne og Ivan skete ved en tilfældighed; af tre engelske skibe, som var på vej for at finde nordøstpassagen til Kina i 1553, havnede et ved Dvinas udløb i Hvidehavet. Dette var det eneste tilbageværende skib, de andre to forsvandt. Hollandske købmænd begyndte også at besøge Hvidehavet med skib fra omkring 1560. Skotter og englændere dominerede handelen i 1500-tallet, men gennem hele 1600-tallet var det primært hollændere, der sejlede til Hvidehavsområdet.

### Byen grundlægges, handelen blomstrer
I 1584  gav Ivan ordre om at grundlægge Ny Kholmogory (Novyje Kholmogory). Denne by fik i 1613 navn efter ærkeengelklosteret. På den tid var Hvidehavet Moskvas eneste egen adgang til havet, da Østersøen var kontrolleret af Sverige. Men adgangen var begrænset, på grund af at Hvidehavet er tilfrosset om vinteren. Indbyggerne i området omkring Arkhangelsk og Hvidehavet blev kaldt pomorer, og var de første som udforskede områderne mod øst. De oprettede handelsruter til Nord-Sibirien, forbi Uralbjergene og byen Mangazeja, som de grundlagde. De drev også handel og var dygtige søfarere.
I 1683 overtog Peter 1. (den Store) magten i Rusland. Han var da blot 10 år gammel, men da han var 20, i 1693, beordrede han oprettelse af et skibsværft i Arkhangelsk. Et år senere sejlede skibene Svjatoje Prorotsjestvo (Hellig profeti), Apostol Pavel (Apostelen Paulus) og Svjatoj Pjotr (Sankt Peter) ud i Hvidehavet.

### St. Petersborg grundlægges, nedgangstid for Arkhangelsk
Peter indså, at Arkhangelsk altid ville have en begrænset funktion som havneby på grund af de fem måneder af året, hvor Hvidehavet var tilfrosset. Han grundlagde St. Petersborg i 1704 efter et vellykket angreb mod de svenske styrker i Østersøen. Peter bestemte, at Ruslands udenrigshandel nu skulle gå gennem St. Petersborg, som nogle år senere også blev Ruslands hovedstad.
Den stigende handel via Østersøen førte til nedgangstider i 1700-tallet, da Arkhangelsk mistede sin placering som Ruslands havneby. I 1800-tallet kom der imidlertid mere liv i økonomien, da tømmer blev en stor eksportartikel med den nye jernbane til Moskva.

### Opblomstring for pomorhandelen
Pomorhandelen, som var en speciel byttehandel af fisk og korn med Nordnorge, havde også sin blomstringstid i 1800-tallet. Denne handel har været meget vigtig for den økonomiske og kulturelle udvikling af både Nordnorge og Arkhangelsk. I slutningen af århundredet var Arkhangelsk den største by i Rusland (21.000 indbyggere i 1900 iflg. Nordisk Familjebok).
På denne tid blev relationerne med Norge yderligere styrket, blandt andet ved at russerne etablerede en fast dampskibsrute fra Arkhangelsk til Vardø i 1875. Ruten var ideel for russisk turisme og sæsonarbejde i Finnmarken. Folk i de nordnorske områder fik også et bedre indblik i russisk kultur. Te brygget på samovar, flerstemmig sang, russernes farverige tøj og gæstfriheden i pomorskipperens kahyt bidrog til at styrke venskabet.

### Revolution og verdenskrige
Under 1.- og 2. verdenskrig var Arkhangelsk en vigtig havn for de allierede styrker. Under 1. verdenskrig var Arkhangelsk den eneste havneby i Rusland, som kunne modtage forsyninger fra Trippelententen. Havnen blev udvidet, for at de isfrie måneder kunne udnyttes fuldt ud.
Efter oktoberrevolutionen i 1917 blev Arkhangelsk i en periode base for englændernes invasion fra nord og var en overgang sæde for en kontrarevolutionær regering. I august 1918 kom en engelsk-amerikansk hær og besatte Arkhangelsk. Der blev dannet en «regering for det nordlige distrikt» under ledelse af Tsjaikovskij, men den virkelige leder var den engelske general Ironside. Regeringen blev imidlertid hurtigt afløst af et reelt militærdiktatur under den russiske General Miller. De kontrarevolutionære hære tog kontakt til Koltjak i Sibirien og begyndte at rykke sydpå. I løbet af 1919 blev Koltjak imidlertid slået; der opstod et stort røre blandt okkupationstropperne, og i England blev der rejst en kraftig modstand blandt arbejderne mod interventionen. I september 1919 blev englænderne tvunget til at trække sig tilbage fra Arkhangelsk. Da de var borte, kunne de hvide tropper ikke holde stillingen, og Den Røde Hær indtog Arkhangelsk den 21. februar 1920. General Miller flygtede i en isbryder. Hans styre havde været præget af grusomheder. Mange blev henrettet, og andre blev anbragt i elendige fangelejre, hvor de døde i stort tal af sygdom, kulde og sult.
Under Stalintiden var Arkhangelsk et af de steder, hvor der var etableret fangelejre. Den vigtigste var arbejdslejren "Arkhangelsk ITL" (ITL står for Ispravitelno-trudovoj lager, på dansk forbedringsarbejdslejr). Fra Arkhangelsk sejlede skibe til lejrene på Solovki-øerne i Hvidehavet, som var blandt de første forvisningssteder for politiske fanger allerede i zartiden.
Under 2. verdenskrig havde Hvidehavsflåden sin base i Arkhangelsk. Som under 1. verdenskrig blev Arkhangelsk også under denne krig hovedhavn for hjælp fra Europa og Amerika. Byen og Solovki-øerne blev brugt til oplæring af marinekadetter og området var kendt for sine militære skoler.
Byen Severodvinsk ligger ikke langt fra Arkhangelsk. To af verdens største skibsværfter befinder sig der. Her en stor del af de store sovjetiske atomubåde blevet bygget. Mens Den kolde krig var på sit højdepunkt, byggede marinens ubådsværft i Severodvinsk fem til seks nye atomubåde om året.

## Klima
Byen har et subarktisk kystklima med lange vintre og korte, kølige somre. Dette skyldes, strømmene i de polare have, luftstrømmene fra Nord-Atlanten og lidt sol. Middeltemperaturen ligger på -12,6 °C i januar og +16,3 °C i juli.
Gennemsnitsnedbøren ligger på 539 mm/år.
Månedlige gennemsnitlige klimadata for perioden 1961—1990:
|                        | Jan | Feb | Mar | Apr | Maj | Jun | Jul | Aug | Sep | Okt | Nov | Dec |
| ---------------------- | --- | --- | --- | --- | --- | --- | --- | --- | --- | --- | --- | --- |
| Luftfugtighed (%):     | 85  | 84  | 81  | 73  | 67  | 68  | 73  | 80  | 85  | 87  | 89  | 87  |
| Antal dage med nedbør: | 10  | 9   | 8   | 7   | 8   | 10  | 9   | 11  | 12  | 13  | 13  | 13  |

## Erhvervsliv
Arkhangelsk er i dag en vigtig region på grund af et stort industrielt miljø. Byen er Ruslands største havn for udskibning af tømmer og har en stor træforædlings- og papirindustri. Den har også en fiskerihavn. Efter at man begyndte at bruge isbrydere om vinteren, har byen haft helårshavn. Der findes desuden rige mineralforekomster i Arkhangelskregionen af kul, bauxit, fluor og værdifulde forekomster af diamanter. Men størstedelen af ressourcerne i regionen er endnu ikke udnyttet.
| Selskaber efter ejerskabsforhold (ved slutningen af året) | 2004                                     | 2005                                   | 2006                                   |
| --- | ---------------------------------------- | -------------------------------------- | -------------------------------------- |
| Alle selskaber Fordelt efter ejerskabsforhold: - Statslige - Kommunale - Offentlige - Private - Blandede - Udenlandske - Forbrugerkooperationer - Blandede russiske og udenlandske | 11.141 438 317 1.007 8.658 478 66 27 150 | 12.019 444 312 908 9.674 441 67 31 142 | 11.230 455 299 817 9.172 283 74 26 104 |

| Industri (mellemstore og store virksomheder) | 2004                                                                      | 2005                                                                                          | 2006                                                                                          |
| --- | ------------------------------------------------------------------------- | --------------------------------------------------------------------------------------------- | --------------------------------------------------------------------------------------------- |
| Omfang af lokalt producerede produkter, udførte arbejder og tjenester efter aktivitetstype: - Mineraludvinding (mio. rubler) - Forædlingsindustri (mio. rubler) - Produktion og distribution af elektrisk kraft, gas og vand (mio. rubler) Vigtigste typer industriproduktion: - Elektrisk kraft (mio. kWh) - Tømmer (1000 m³) - Papir (1000 ton) - Træforædling (1000 m³) - Modulbaserede konstruktioner og produkter i armeret beton (m³) - Mursten (mio.) - Mejeriprodukter (ton) - Bagervarer (1000 ton) - Sødestoffer (ton) - Melvarer (1000 ton) - Fisk og fiskeriprodukter (1000 ton) - Vodka og anden alkohol (1000 dkl.) | - 3.448,5 957,9 3,6 1.322,2 36,7 15,6 14.619,0 23,8 720,0 43,2 90,2 618,0 | 10,8 12.283,2 9.955,9 3.533,6 809,6 4,3 1.193,0 42,7 17,2 18.993,9 22,0 658,0 17,9 93,1 573,2 | 15,4 11.279,2 8.588,0 3.645,0 805,8 5,3 1.185,0 37,7 13,8 24.348,0 21,3 716,0 1,3 102,3 896,7 |

Kilde: Officiel website for Arkhangelsk by

## Uddannelse
Der er tre universiteter i Arkhangelsk. Af højere uddannelse findes der også en afdeling af Moskvas statlige universitet for teknologi og ledelse og en afdeling af St. Petersborg statslige universitet for kunst og kultur. Hertil kommer at byen har en maritim højskole, et epidemiologisk institut og et videnskabeligt bibliotek, Arkhangelsk videnskabelige bibliotek N. A. Dobroljubov. De tre universiteter i Arkhangelsk præsenteres nærmere efterfølgende:

### Det statslige Pomoruniversitetet
Pomoruniversitetet blev oprettet i 1932 for læreruddannelse om aften skolen fik status som ”Arkhangelsk statslige lærerskole” i 1938. I 1957 fik skolen M. V. Lomonosovs navn og i 1996 fik skolen navnet ”Det statslige Pomoruniversitetet M. V. Lomonosov”.
Universitetet har to institutter og 20 fakulteter. Der undervises blandt andet i fagområderne naturgeografi, historie, matematik, sprog, pædagogik, psykologi, teknologi, økonomi, administration, filologi, journalistik, fysik og jura.

### Arkhangelsk statslige tekniske universitet
Det tekniske universitet blev oprettet i 1929 for uddannelse af eksperter indenfor træindustrien. Universitetet har 8 fakulteter og 6 institutter. Der undervises blandt andet i fagområdene mekanik, bygningsteknik, energi, kemi, informationsteknologi, olie og gas, erhvervsjura, økonomi og finansiering.

### Det statslige nordlige medicinske universitet
Det medicinske universitetet blev oprettet i 1931 for uddannelse af sundhedspersonale i den nordlige europæiske del af Rusland (dengang Sovjetunionen). Der undervises blandt andet i fagområderne pediatri, stomatologi, almenmedicin, forebyggende medicin, farmaci, klinisk psykologi, idrætsmedicin, administration og informationsteknologi.

## Kirkelige forhold
Arkhangelsk er sæde for et aktivt russisk-ortodokst bispedømme ved navn Arkhangelsk-Kholmogory. Kirken blev kraftigt undertrykt i sovjet-tiden. Nogle kirker blev revet ned og andre blev omdannet til koncertsale. Efter Sovjetunionens fald kom også baptister og katolikker til byen.
Nogle af kirkerne i Arkhangelsk:
- Piouslij-Iliinskij-katedralen
- Nikolskij kirken (opført i 1904)
- Uspenskij kirken (blev ødelagt under revolutionen og genopbygget efter originaltegningerne i 2000).

En ny katedral er under opførelse, Mihailo-Arkhangelsk katedralen. Derudover er der en luthersk kirke, St. Katharina, som ikke er i brug som kirke, men bruges som koncertsal for det Pomorske filharmoniske selskab.
- Uspenskij kirke, der blev ødelagt under revolutionen og genopbygget efter originaltegningerne i 2000.
- Nikolskij kirken, opført i 1904.
- St. Katharina, luthersk kirke, der blev ombygget til konsertsal efter den russiske revolution
Foto: Lars Røed Hansen

## Kunst og kultur
I modsætning til andre russiske regioner, er arkhangelskregionens kulturarv ægte russisk, idet det kun var de nordlige regioner som undslap Mongolernes invasion. Kystfolkets traditioner blev udtrykt gennem træskærerarbejder, tekstilarbejde, broderi, maleri, skulptur, keramik og metalarbejde. Man finder eksempler på kunst og håndværksarbejdet på Arkhangelsk Regionale Kunstmuseum, som blev etableret i 1960 og er et at Ruslands største kunstmuseer. Samlingerne omfatter omkring 30.000 russiske kunstværker fra 1400-tallet og frem til i dag.
I Arkhangelsk regionalmuseum for lokalkundskab, historie og økonomi findes andre arbejder. Museet har siden etableringen i 1837 oparbejdet en samling på 200.000 værker. De udstillede samlinger omfatter arbejder som relaterer til arkæologi, etnografi og den nordlige russiske kultur fra oldtid til nutid. Her findes objekter fra arktiske ekspeditioner, skibsbygning, gammelt russisk håndværk og mønter.
25 km udenfor byen ligger Arkhangelsk statslige museum for træarkitektur og folkekunst, Malie Kareli. Dette er Ruslands største friluftsmuseum for træarkitektur. Her vises bygningsmiljøer og folkekunst fra de nordrussiske områder, såsom Kargopol, Onega, Dvina og Mesen. Museumsområdet indeholder blandt andet to kirker, to klokketårne, tre kapeller, 22 beboelseshuse og to værksteder, 35 udhuse, ni møller, ni badstuer, en smedje, to lader samt flere mindre konstruktioner.
Men det er ikke bare museerne, som kan fortælle om regionens historie. For eksempel har Arkhangelsk nordrussiske statsakademis folkekor eksisteret i 60 år. Dette er ikke et traditionelt kor, medlemmerne består af både sangere, dansere og musikere, som sammen fortæller historier om folkelivet gennem musik og underholdning.
En anden musikgruppe, Hvidehavets samtidsmusik- og folkemusikensemble, har underholdt byens indbyggere i de senere år. Det specielle ved ensemblet er, at de spiller moderne musik på russiske folkeinstrumenter.
Desuden findes der Arkhangelsk statslige kammerorkester, som har klassiske kompositioner på programmet.
Det er også et teater i Arkhangelsk, Arkhangelsk dramatiske teater M. V. Lomonosov. Arkhangelsk store, dramatiske teater blev oprettet i 1932, og fik navnet ’’Arkhangelsk dramatiske teater M. V. Lomonosov’’ i 1961, ved 250-årsjubileet for Lomonosovs fødsel.
Mikhail Lomonosov (1711-1765), en forfatter og multibegavelse, kom fra en pomorlandsby ved Kholmogory. Et monument over ham, udført af Ivan Martos, blev opstillet i Arkhangelsk i 1829. I 1914 blev der opstillet et monument over Peter I, som var udført af Mikhail Antokolskij i 1872.

## Transport
Hovedvejen M8 forbinder Arkhangelsk med Moskva, via Vologda (1100 km).
Arkhangelsk ligger i enden af den 1.133 km lange jernbane som forbinder byen med Moskva via Vologda og Yaroslavl. Det er daglig togforbindelse til Moskva (21 timer), St. Petersborg (25 timer) og Murmansk.
Arkhangelsk har to lufthavne. Vaskovo betjener lokale flyvninger, hovedsagelig til Solovetsky og ligger 30 km fra centrum.
Hovedlufthavnen Talagi betjener intercity- og internationale flyvninger, og ligger 11 km fra centrum. Der går jævnligt direkte fly til blandt andet Moskva (1 time 45 min), St. Petersborg (1 time 45 min), Murmansk, Narjan-Mar (Nenetsk Okrug) og Kotlas. Arkhangelsk har også flyforbindelse til Rovaniemi (Finland), Luleå (Sverige) og Tromsø (Norge). Disse flyvninger foretages af Aeroflot-Nord, som er datterselskab af Aeroflot (Aeroflot-Nord opkøbte Arkhangelsk Airlines i 2004).
Flyselskaber som betjener Arkhangelsk Lufthavn Talagi :
- Aeroflot-Nord
- Pulkovo Aviation Enterprise
- Interavia Airlines

## Venskabsbyer
Arkhangelsk har følgende venskabsbyer:
- Portland (USA), siden 18. november 1988
- Vardø (Norge), siden 23. februar 1989
- Stolp/Słupsk (Polen), siden 26. juni 1989
- Emden (Tyskland), siden 26. november 1989
- Mülhausen/Mulhouse (Frankrig), siden 13. marts 1992
- Oulu (Finland), siden 3. juni 1993
- Piræus (Grækenland), siden 28. februar 1995
- Kiruna (Sverige), siden 9. august 1999

## Kendte personer fra Arkhangelsk-området
- Mikhail Lomonosov (se afsnittet Kunst og kultur)
- Mickail Vassiljevitsj Pletnev, pianist, dirigent og komponist
- Ilja Sjumov, skakmester